# Sojus 8
Sojus 8 ist die Missionsbezeichnung für den am 13. Oktober 1969 gestarteten Flug eines sowjetischen Sojus-Raumschiffs. Es war der 16. Flug im sowjetischen Sojusprogramm.

## Besatzung
- Wladimir Alexandrowitsch Schatalow (2. Raumflug), Kommandant
- Alexej Stanislawowitsch Jelissejew (2. Raumflug), Bordingenieur

Ursprünglich waren Nikolajew und Sewastjanow als Besatzung vorgesehen. Als Ersatzleute für Sojus 6, Sojus 7 und Sojus 8 waren Kuklin, Gretschko, Chrunow und Kolodin nominiert. Im Sommer 1969 gab es jedoch einschneidende Änderungen. Kuklin wurde nach einem Zentrifugentest als nicht flugtauglich eingestuft und Chrunow wegen eines Autounfalls mit Fahrerflucht aus der Mannschaft genommen. Nikolajew überzeugte während des Trainings nicht und wurde im August durch Schatalow ersetzt, ebenfalls der Bordingenieur Sewastjanow durch Jelissejew.
Schatalow und Jelissejew hatten erst im Januar den erfolgreichen Doppelflug von Sojus 4 und Sojus 5 durchgeführt. Schatalow war zu dieser Zeit der einzige Kosmonaut, der eine Ankopplung im Weltraum vorzuweisen hatte.
Am 8. Oktober wurde Schatalow zum Kommandanten des Raumschiffverbands ernannt, außerdem war er Ersatzkommandant von Sojus 6 und Sojus 7.

### Ersatzmannschaft
- Andrijan Grigorjewitsch Nikolajew, Kommandant
- Witali Iwanowitsch Sewastjanow, Bordingenieur

Nikolajew und Sewastjanow wurden später die Besatzung des Langzeitflugs Sojus 9.
Die Mannschaft begann ihr Training am 10. April 1969.

### Vorbereitung
Nach dem erfolgreichen Doppelflug von Sojus 4 und Sojus 5 war erstmals nun ein Dreifachflug mit Sojus 6, Sojus 7 und Sojus 8 geplant. Im Unterschied zur vorigen Mission war dabei ein Umstieg von einem Raumschiff in das andere nicht vorgesehen. Neu dabei war, dass Kopplung und Abkopplung von einem dritten Raumschiff aus gefilmt werden sollten. Als Annäherungssystem war zuerst das Kontakt-Gerät vorgesehen. Da dieses jedoch noch nicht fertig war, wurde auf das bestehende Igla-Annäherungssystem zurückgegriffen. Schatalow hatte sich für eine Annäherung mit Handsteuerung starkgemacht, konnte sich aber nicht durchsetzen, vor allem, weil die Sojus-Raumschiffe nicht für eine visuelle Orientierung ausgelegt waren.
Während der Vorbereitung zu diesem Flug gelang den USA mit Apollo 11 die erste bemannte Mondlandung, bei drei Flügen waren Astronauten vom Apollo-Raumschiff durch einen Tunnel in die Mondfähre umgestiegen.
Noch nie zuvor waren drei Raumschiffe gleichzeitig im All gewesen. Hinsichtlich Bahnverfolgung und Funkverkehr stellte das neue Anforderungen an die sowjetischen Bodenstationen. Wie üblich erfolgte der Funkverkehr über UKW, während die Raumschiffe über der Sowjetunion waren, sonst über Kurzwelle. In einer späteren Phase der Mission wurde erstmals der Satellit Molnija 1 eingesetzt, außerdem das Kommunikationsschiff Kosmonaut Wladimir Komarow.
Im September hatte es eine Ruhr-Epidemie in Baikonur gegeben. Die Kosmonauten hielten sich in isolierten Bereichen auf, und nur Personen, die keine Symptome zeigten, durften sich ihnen nähern.

## Missionsverlauf

### Start
Sofort nach dem Start von Sojus 6 am 11. Oktober wurde die Startrampe für Sojus 8 bereit gemacht, während Sojus 7 von einer benachbarten Anlage startete. Am 13. Oktober trat beim Einsteigen der Besatzung in das Raumschiff ein Problem auf: als die Kosmonauten die Luke zwischen Landemodul und Orbitalmodul schlossen, brach am schwergängigen Handrad eine der drei Speichen ab. Da die Luke aber luftdicht abschloss, war dies für den Start kein Hindernis.
Schatalow und Jelissejew starteten am 13. Oktober 1969 mit Sojus 8, nachdem Sojus 6 und Sojus 7 bereits im All waren. Damit waren erstmals drei Raumschiffe und sieben Raumfahrer gleichzeitig im Weltraum. Am ersten Flugtag wurden verschiedene Erdbeobachtungen durchgeführt.

### Missglücktes Kopplungsmanöver
Mit verschiedenen Kurskorrekturen wurden die Umlaufbahnen der drei Raumschiffe angeglichen. Kubassow in Sojus 6 und Jelissejew in Sojus 8 benutzten einen neuen Sextanten, um unabhängig von den Bodenstationen die Bahn zu bestimmen.
Das Rendezvous am 14. Oktober verlief zuerst problemlos. Die Umlaufbahnen sollten alle drei Raumschiffe auf etwa 500 m Abstand zueinander bringen. Daraufhin sollte das Annäherungssystem Igla in Sojus 8 den Abstand zu Sojus 7 auf etwa 100 m verringern Die abschließenden Manöver und die Kopplung sollte Schatalow mit Handsteuerung durchführen.
Das Igla-System arbeitete jedoch nicht korrekt und konnte das Zielraumschiff nicht richtig erfassen. Nachdem Schatalow lange auf die Freigabe der Flugleitung gewartet hatte, versuchte Schatalow schließlich einen Anflug mit Handsteuerung. Die Kosmonauten hatten jedoch keine Möglichkeit, den Abstand oder die Annäherungsgeschwindigkeit zu messen. Dieser Versuch wurde abgebrochen, weil zu viel Treibstoff verbraucht wurde und weil sich die Raumschiffe für längere Zeit aus dem UKW-Bereich der Bodenstationen entfernten, so dass der Tag ungenutzt verstrich.
Am Folgetag, dem 15. Oktober, hatte sich die Entfernung unerwartet auf 40 km vergrößert, so dass weitere Zeit verstrich, bis die Umlaufbahnen genau bestimmt und die notwendigen Kurskorrekturen errechnet werden konnten. Als Sojus 8 nur noch 1700 m von Sojus 7 entfernt war, begann Schatalow das Rendezvous per Handsteuerung. Auch dieses Mal musste das Manöver abgebrochen werden.
Obwohl Sojus 6 weder mit einem Igla-System noch mit einem Kopplungsadapter ausgerüstet war, versuchten auch Schonin und Kubassow eine Annäherung, jedoch ebenfalls erfolglos.
Auch nachdem der Dreifachflug gescheitert und Sojus 6 am 16. Oktober gelandet war, versuchte Sojus 8 vergeblich eine Annäherung und Kopplung. Dennoch konnten in diesen Tagen wertvolle Erfahrungen zur Sichtbarkeit von Raumschiffen und zur optischen Nachrichtenübermittlung gemacht werden.
Sojus 7 landete am 17. Oktober, danach war nur noch Sojus 8 im All. Nun wurde ein letztes Experiment durchgeführt: eine Verbindung zwischen Sojus 8 und der Bodenstation über den Satelliten Molnija 1, der sich in einer elliptischen Umlaufbahn mit hoher Bahnneigung befand. Dadurch war er während seines Umlaufs längere Zeit von der Sowjetunion aus sichtbar. Man erhoffte sich über dieses Relais eine verbesserte Kommunikation, denn bisher waren die UKW-Verbindungen für sechs bis sieben Umläufe pro Tag nicht möglich.

### Landung
Die Rückkehr zur Erde erfolgte am 18. Oktober. Die Luke zwischen Orbital- und Landemodul konnte trotz gebrochener Speiche sicher verschlossen werden. Die Anzeige im Raumschiff gab zwar an, dass das Sojus-Triebwerk 4 Sekunden zu kurz brannte, aber die Landung erfolgte wie geplant, allerdings in einem Schneesturm.

## Auswirkungen
Die Ursache für das Versagen von Igla konnte nie geklärt werden. Es wird vermutet, dass die mit Helium gefüllten Elektronikbehälter im Orbitalmodul nicht vollständig dicht waren. Da das Orbitalmodul nicht zur Erde zurückkehrt, konnte dies nie bestätigt oder widerlegt werden.
Offiziell wurde der Dreifachflug als Erfolg gewertet, eine Kopplung oder gar ein Umstieg war öffentlich nie als Ziel ausgegeben worden. Intern war jedoch klar, dass die Mission ein Fehlschlag war. Als Schwachpunkt hatte sich das Annäherungssystem Igla erwiesen. Im Falle einer Fehlfunktion gab es keine verlässliche Möglichkeit, die Raumschiffe sicher von Hand zu steuern und zu koppeln. Dennoch sollte Igla auch zum Anflug auf die geplante Raumstation Saljut 1 verwendet werden.
Schatalow und Jelissejew waren mit zwei Flügen und 8 bzw. 7 Tagen im All jetzt die erfahrensten sowjetischen Kosmonauten, jedoch hatten zu diesem Zeitpunkt 16 US-Astronauten mehr Zeit im Weltraum verbracht, Jim Lovell mit drei Flügen sogar 24 Tage. Das nächste Ziel der Sowjets war nun ein Langzeitflug mit Sojus 9 sowie der Start einer Raumstation, wobei es mit Almas und DOS noch zwei konkurrierende Typen gab.

## Sonstiges
Die Fotografien, die während der Mission aufgenommen wurden, wurden bisher nicht veröffentlicht.